# Anglophobie

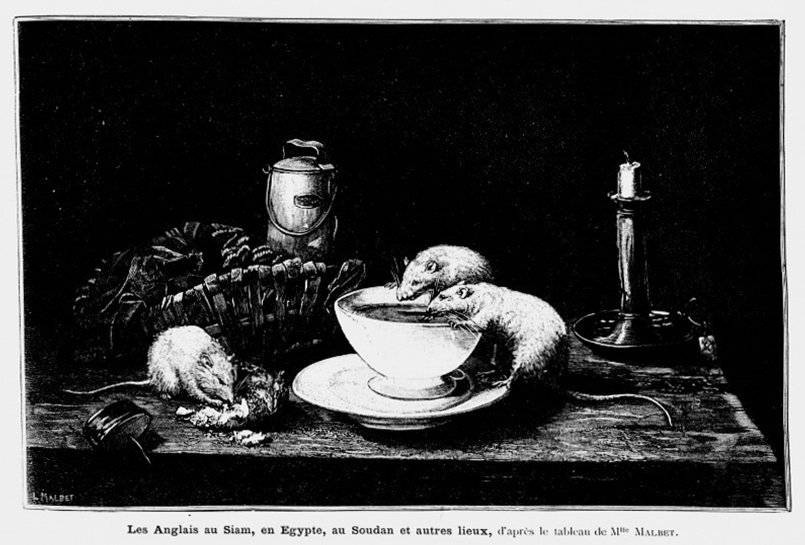
Illustration anglophobe parue dans l'hebdomadaire catholique La France illustrée pendant la crise de Fachoda.

Le mot anglophobie vient d'anglo et du suffixe grec phobe (phobos signifiant peur, effroi). Il désigne la détestation, réelle ou présumée, pour tout ce qui est anglais ou britannique, voire anglo-saxon.
Elle n'est pas une simple critique ponctuelle de l'Anglais mais est une critique générale de ce qui est anglais. L'anglophobie s'apparente à une ethnophobie dans la mesure où elle considère l'Anglais comme appartenant à une ethnie anglaise ou anglo-saxonne. Elle s'oppose à l'anglophilie. Dans la mesure où il s'agit d'une généralisation péjorative employée à l'encontre de, et au détriment d'un individu, il peut s'agir d'une forme de racisme.
Le terme anglophobe désigne parfois, en informatique, le refus de l'emploi de néologismes anglais.

## Les anglophobies
Il existe au moins deux types d'anglophobie : une politique et économique.
Il y a d'abord l'anglophobie politique des colonies et des anciennes possessions britanniques contre leur métropole. Très tôt, les Irlandais se distinguent par leur anglophobie pour obtenir leur indépendance. De même, aux États-Unis, les Américains se montrent très anglophobes. Au XIXe, après l'indépendance, cette anglophobie devient plus économique que politique dans le cadre d'une rivalité commerciale.
Il y a aussi l'anglophobie politique et économique des états européens voisins. Au nationalisme des États s’ajoute la concurrence pour obtenir de nouveaux acquis. Au cours des XIXe et XXe siècles, elle atteint des sommets dans la presse en Europe (Allemagne, France), sur fond de rivalités coloniales ou commerciales. En 1859, dans Quelques mots sur la non-intervention, John Stuart Mill met en garde ses compatriotes contre toute déclaration ou acte de politique étrangère qui tendrait à renforcer les préjugés des Européens percevant l'Angleterre comme une nation égoïste.

## En France
L'anglophobie en France comporte plusieurs degrés qui vont de la haine à la réaction spontanée. Parfois exprimée à travers l'utilisation du terme « perfide Albion », elle est avant tout le résultat de l’antagonisme historique et des conflits d'intérêts avec l’Angleterre à travers les siècles dont les jalons principaux sont :
- La conquête de l'Angleterre par Guillaume le Conquérant entraîne une rivalité entre ces deux pays, au point que l'expression « fils d'Anglais » (prononcé à cette époque « fils d'Angloys ») est la pire insulte qu'on puisse proférer dans les campagnes françaises au Moyen Âge et que le terme « Anglais » sert à nommer un créancier impitoyable du XVe au XIXe siècle[3] ;
- la question de la succession du dernier roi capétien en ligne directe, Charles IV le Bel, au trône de France auquel Édouard III, un Plantagenêt, ne put prétendre ;
- jadis les multiples possessions anglaises sur le sol continental, considérées comme autant d’intrusions ;
- la guerre de Cent Ans, conséquence immédiate du différend sur la succession, et la fin tragique de Jeanne d'Arc ;
- les actes de piraterie anglaise sur les côtes de la Manche ;
- les guerres sous Louis XIV et les nombreux conflits dans les périodes de domination française en Europe ;
- les guerres de la Révolution et napoléoniennes où l’Angleterre soutient systématiquement les coalitions formées contre la France, jusqu’à la Bataille de Waterloo ;
- la rivalité dans la conquête de nouveaux territoires (Amériques, Indes, Égypte) puis dans l’expansion coloniale, illustrée par divers épisodes dont la crise de Fachoda, la guerre des Boers;
- L'essayiste français Louis Marthin-Chagny publia à la fin du XIXe siècle et au début XXe siècle 3 essais anglophobes, antimaçonniques et antisémites[4],[5],[6].
- la bataille de Mers el Kébir.
- durant la période du Régime de Vichy, certains vichystes ont tenté d'imposer l'anglophobie comme doctrine officielle (tels Jean Hérold-Paquis qui martelait à la radio : « L'Angleterre comme Carthage doit être détruite ») ;
- l'opposition de Charles de Gaulle à l'entrée britannique dans la Communauté économique européenne[7].

Bien que parfois de longue date, certains épisodes de ces conflits restent vivaces dans la mémoire collective française.
L'hostilité des Français à l’égard de leurs voisins d’Outre-Manche, contrairement à une traditionnelle francophobie britannique, se nourrit également d’éléments plus contemporains :
- l’euroscepticisme des Britanniques et les divergences de vue sur les questions européennes ;
- la politique pro-américaine britannique, parfois perçue comme le vassal des États-Unis, particulièrement depuis sa participation dans la guerre d'Irak.

## L'anglophobie aujourd'hui
Hormis les situations conflictuelles en Afghanistan, en Irak, au Pakistan, ou à l'occasion de débats dans le cadre de l'Union européenne, elle ne se trouve plus aujourd'hui qu'à l'état résiduel dans le monde, dans d'anciennes colonies, comme l'Inde, l'Égypte ou le Canada, voire dans le domaine sportif.
Cette aversion a aujourd'hui perdu de sa spécificité face à l'effacement du Royaume-Uni, et est relayée par l'antiaméricanisme.

### Argentine
L'anglophobie en Argentine s'explique principalement par le conflit des îles Malouines et la guerre des Malouines en 1982 avec le Royaume-Uni. En conséquence, les protestations anti-anglais et des actes de vandalisme éclatèrent,.

### Espagne
Depuis l'époque de l'empire espagnol, les guerres contre le Royaume-Uni ont été fréquentes. Le terme perfide Albion est utilisé par les Espagnols en référence à l'Angleterre. La question de l'enclave de Gibraltar prise par les Anglais en 1704 et que l'Espagne demande, est une cause majeure de dissension dans les relations hispano-britanniques.

### Iran
L'anglophobie a été décrite comme "profondément ancrée dans la culture iranienne", et est signalée comme de plus en plus répandue en Iran. En Juillet 2009, un conseiller de l'ayatollah Ali Khamenei a appelé le Royaume-Uni "pire que l'Amérique" pour sa prétendue ingérence dans les affaires post-électorales de l'Iran. Dans la première moitié du XXe siècle, l'Empire britannique a exercé une influence politique sur l'Iran (Perse) afin de contrôler les profits importants de la Anglo-Persian Oil Company. De plus l'influence anglaise a été largement connue pour avoir été à l'origine du renversement de la dynastie Qajar dans les années 1920, l'au trône de Reza Shah Pahlavi, et le coup d'État réussi pour renverser le Premier ministre Mohammad Mossadegh en 1953,,.

### Israël
En Israël, l'anglophobie s'explique historiquement par la politique britannique à l'époque du mandat britannique, et dans les temps modernes par la position de la presse britannique perçue comme anti-Israël ,,,.
L'anglophobie est évidente dans les grands médias d'Israël. Les responsables israéliens et les médias ont systématiquement tenté de prétendre que le Royaume-Uni est « antisémite ». En 2010, un des principaux journaux d'Israël, Haaretz a affirmé que le Royaume-Uni était "antisémite" et a précisé que la Grande-Bretagne "n'avait pas un si beau patrimoine". Haaretz accuse "les Anglais" de contrôler l'Écosse, le Pays de Galles et l'Irlande du Nord, et le journal rappelle que la Grande-Bretagne occupe toujours une partie de l'"île d'Irlande". Haaretz affirme enfin que la Grande-Bretagne est un excellent exemple de "l'hypocrisie européenne" au sujet d'Israël après avoir évoqué certains de ses "actes honteux".
Michael Ben-Ari (un membre du parlement israélien) a qualifié les Britanniques de "chiens" et il a accusé la Grande-Bretagne d’être "antisémite". En effet à la suite de la décision du gouvernement du Royaume-Uni d'expulser un diplomate israélien à cause du vol et de l’utilisation frauduleuse de passeports britanniques lors de l’assassinat d’un militant palestinien à Dubaï, Aryeh Eldad (un autre membre du parlement israélien) a été cité comme disant: "Je pense que les Britanniques se comportent hypocritement et je ne veux pas offenser les chiens sur cette question, car certains chiens sont tout à fait fidèles".

### Québec
Dans la province canadienne du Québec, l'anglophobie par la population québécoise après la conquête de la Nouvelle-France par le Royaume-Uni en 1760 a une longue tradition. Au Québec, la population francophone est majoritaire et le français est la langue officielle. Le contexte historique, la menace de la population anglo-canadienne et de la langue anglaise, a donné lieu à l'anglophobie et a entraîné un fort mouvement sécessionniste au Canada pour l'indépendance du Québec.

## Dans la littérature
Dans les romans de Jules Verne, L'Île mystérieuse et Vingt mille lieues sous les mers, le capitaine Nemo voue une haine féroce à une nation ressemblant fortement à la Grande-Bretagne, pour des motifs liés à l'histoire coloniale de ce pays.